# Romanogobio uranoscopus
Romanogobio uranoscopus (tên tiếng Anh là Danube Gudgeon) là một loài cá vây tia thuộc họ Cyprinidae.
Loài này có ở Áo, Bulgaria, Croatia, Cộng hòa Séc, Đức, Hungary, Ý, România, Serbia và Montenegro, Slovakia, Slovenia, và Ukraina.